# Heliconius lucia
Heliconius lucia är en fjärilsart som beskrevs av Pieter Cramer 1781/82. Heliconius lucia ingår i släktet Heliconius och familjen praktfjärilar. Inga underarter finns listade i Catalogue of Life.